# Гај Пирс
Гај Пирс (енгл. Guy Pearce; Или, 5. октобар 1967) аустралијски је глумац и музичар енглеског порекла. Прву већу улогу остварио је у филму Поверљиво из Л. А. са Кевином Спејсијем и Раселом Кроуом, а најзначајнију главну улогу у досадашњој каријери у филму Мементо Кристофера Нолана.
Играо је споредне улоге у неколико запажених филмова, међу којима је и Оскаром награђени Краљев говор у коме је тумачио улогу краља Едварда VIII. Године 2011. се појавио у серији Милдред Пирс која му је донела номинације за награде Златни глобус, Еми и награду Удружења филмских глумаца у категорији најбољег споредног глумца у мини-серији.